# Alejandro Domínguez
Alejandro Domínguez (Lanús, Argentina, 10 de junho de 1981) é um ex-futebolista argentino.

## Carreira
Durante a pré-temporada de 2006, o Rubin Kazan tentou vender o jogador, porém o clube não ficou satisfeito com a quantia oferecida pelo argentino e decidiu mante-lo. Dominguéz assinou contrato com o Zenit por 7 milhões de euros antes do começo da temporada de 2007, quebrando o até então recorde do futebol russo. No entanto, o recorde não demorou para ser quebrado novamente, na transferência de Danny do Dínamo de Moscow para o Zenit por mais de 30 milhões de euros em 2008. Uma de suas mais notáveis partidas durante a Copa da UEFA, na vitória por 4x0 sobre o Bayern de Munique, classificando o Zenit para uma final histórica na competição pela primeira vez na história do clube russo. Dominguéz atuou brilhantemente e deu duas assistências na partida. Na ocasião, o jogador estava substituindo o craque russo Arshavin, que estava suspenso. Em 13 de março de 2009, último dia de mercado de trasnferências do futebol russo, o Rubin Kazan assinou com o meia-atacante. El Chori já havia jogado por duas temporadas no clube e ficou contente com o retorno, pois em sua última temporada pelo Zenit, o jogador se desentendeu com o treinador Dick Advocaat, que o deixou permanentemente fora da equipe. Logo, seu clube anterior o chamou o trouxe de volta à cidade de Cazã.
Em 15 de dezembro de 2009 Domínguez assinou um contrato de 3 anos com o Valencia, da Espanha.
Em julho de 2011 Domínguez foi emprestado para o River Plate por 1 ano, o seu clube de coração, ele foi emprestado para a disputa Primera B Nacional, saindo de um grande clube espanhol para a segunda divisão argentina, fato que gerou grande respeito entre os torcedores do River Plate. Domínguez ainda fez uma promessa, disse que caso conquistasse o acesso, faria uma tatuagem demonstrando todo o seu amor pelo clube. No dia 30 de junho de 2012, cumpriu sua promessa tatuando o escudo de seu clube.

## Títulos

### River Plate
- Campeonato Argentino: 3

(2002, 2003 e 2004)
- Primera B Nacional: 1

(2012)

### Zenit St. Petersburg
- Supercopa da UEFA: 1

(2008)
- Copa da UEFA: 1

(2007-08)
- Campeonato Russo: 1

(2007)
- Supercopa da Rússia: 1

(2008)

### Rubin Kazan
- Campeonato Russo: 1

(2009)

### Olympiakos
- Campeonato Grego: 4

2013–14, 2014–15, 2015–16, 2016-17

### Rayo Vallecano
- Segunda División: 2017–18